# بيدرو أنطونيو دياز
بيدرو أنطونيو دياز (بالإسبانية: Pedro Antonio Díaz)‏ (و. 1852 – 1919 م) هو سياسي من بنما .